# Serie 106 de Renfe
La serie 106 de Renfe es un tren de muy alta velocidad que se enmarca en la familia AVRIL de la empresa Talgo. La serie consta de 30 unidades, de las cuales 15 tienen tecnología de cambio de ancho, es decir, pueden circular por vías de ancho internacional y de ancho ibérico. Este hecho, sumado a que la serie está homologada para circular a 330 Km/h, convierte a la S-106 en un tren muy versátil. La serie fue encargada por parte de Renfe a Talgo en 2016 y en mayo de 2024 entró en circulación bajo las marcas comerciales Renfe AVE y Renfe AVLO. 20 trenes circulan en España y los 10 restantes lo harán en Francia.
Tiene una serie prima que también forma parte de la familia AVRIL: la serie 107.

## Historia
La empresa pública española Renfe Operadora tenía en los 2010 una flota de trenes de alta velocidad reducida en comparación a la gran expansión que había experimentado la infraestructura de alta velocidad ferroviaria en España. Concretamente, el último tren de alta velocidad en incorporarse lo hizo en 2010. Para paliar esto, en noviembre de 2015 el Ministerio de Fomento sacó a licitación por 1096 millones de euros la compra de 15 trenes y su mantenimiento por 30 años. Así mismo, se abría la opción a comprar otros 15 trenes.
El 28 de noviembre de 2016 la empresa Talgo se hizo con la adjudicación del contrato de 15 trenes por 786,47 M€. El suministro de los trenes resultó en 337,1 millones, saliendo a 22,5 M cada unidad, y el mantenimiento de estos trenes por 30 años resultó en 448,9 millones de euros. Estaba en el aire, no obstante, la ampliación del contrato.
En junio de 2017 Renfe y Talgo acordaron aplicar la cláusula de compra de otros 15 trenes por 495 millones de euros más. Así mismo, el mantenimiento de las 30 unidades aumentaba hasta los 40 años. En total, Renfe desembolsó 1.491 millones de euros por la compra y mantenimiento de 30 trenes.
En octubre de 2023 la S-106 fue homologada por la Agencia Ferroviaria de la Unión Europea (ERA), pudiendo circular por vías españolas. En febrero de 2024 Renfe comenzó la formación de sus maquinistas en las nuevas unidades. Los primeros trenes fueron finalmente entregados a Renfe en abril de 2024. Su primer servicio comercial se realizó el 21 de mayo de 2024.
La serie 106 opera por toda España, aunque estuvieron especialmente destinados a dar servicio de AVE y Avlo a Asturias y Galicia. Si bien estas regiones contaban con líneas de alta velocidad, debido a que tenían distinto ancho de vía con el resto de la red (ibérico e internacional) las antiguas unidades de Renfe no podían adentrarse en ambas regiones (en Galicia desde 2021 los AVE finalizaban el recorrido en Orense y en Asturias nunca operaron).

### Incidencias iniciales
Al estar inicialmente previstos para 2021, Renfe planeó reclamar a TALGO una indemnización de 166 millones por los retrasos sufridos.
Desde su entrada en funcionamiento los S-106 registraron fallas considerables y repetidas incidencias. El 5 de agosto de 2024 un tren Avlo quedó detenido durante dos horas en el túnel Chamartín-Atocha por fallos en su alimentación eléctrica.Para ese momento la puntualidad de los modelos AVRIL, que hacían 32 servicios servicios diarios, era del 40% y habían conseguido lastrar la puntualidad general del servicio de alta velocidad hasta el 76%.El 6 de agosto, Renfe emitió un comunicado señalando a Talgo como único responsable de las deficiencias de los trenes.Adicionalmente, los usuarios del tren alertaron de la incomodidad y poco confort del S-106 en comparación al resto de modelos de AVE.
Las incidencias se fueron solucionando paulatinamente y para noviembre de 2024 la puntualidad de la S-106 había pasado del 40% al 79%. En aquél momento ya estaban en circulación 23 de los 30 trenes encargados.
El 1 de enero de 2025, todos los trenes de la serie quedaron inoperativos debido a un fallo de programación en la gestión de fechas del sistema de carga de baterías. Para el 2 de enero todos los trenes estaban de nuevo operativos.

## Descripción
El modelo que ganó la adjudicación en noviembre de 2016 está basado en el prototipo G3 de AVRIL. No obstante, presentaba otro diseño en las cabezas tractoras.Los 30 trenes de la serie 106 se dividen en dos subseries según el ancho de vía por el que pueden circular:
- De la unidad 106.001 a la 106.015: Trenes con ancho fijo en ancho internacional, sin tecnología de cambio de ancho.[2]
- De la 106.051 al 106.065: Trenes de ancho variable, que al disponer de tecnología de cambio de ancho pueden circular por vías de ancho internacional y por vías de ancho ibérico.[2] Estos trenes son los únicos AVE que pueden circular por toda la red ferroviaria española (siempre y cuando la línea esté electrificada) y a la vez estar homologados a 330 km/ hora.[1]

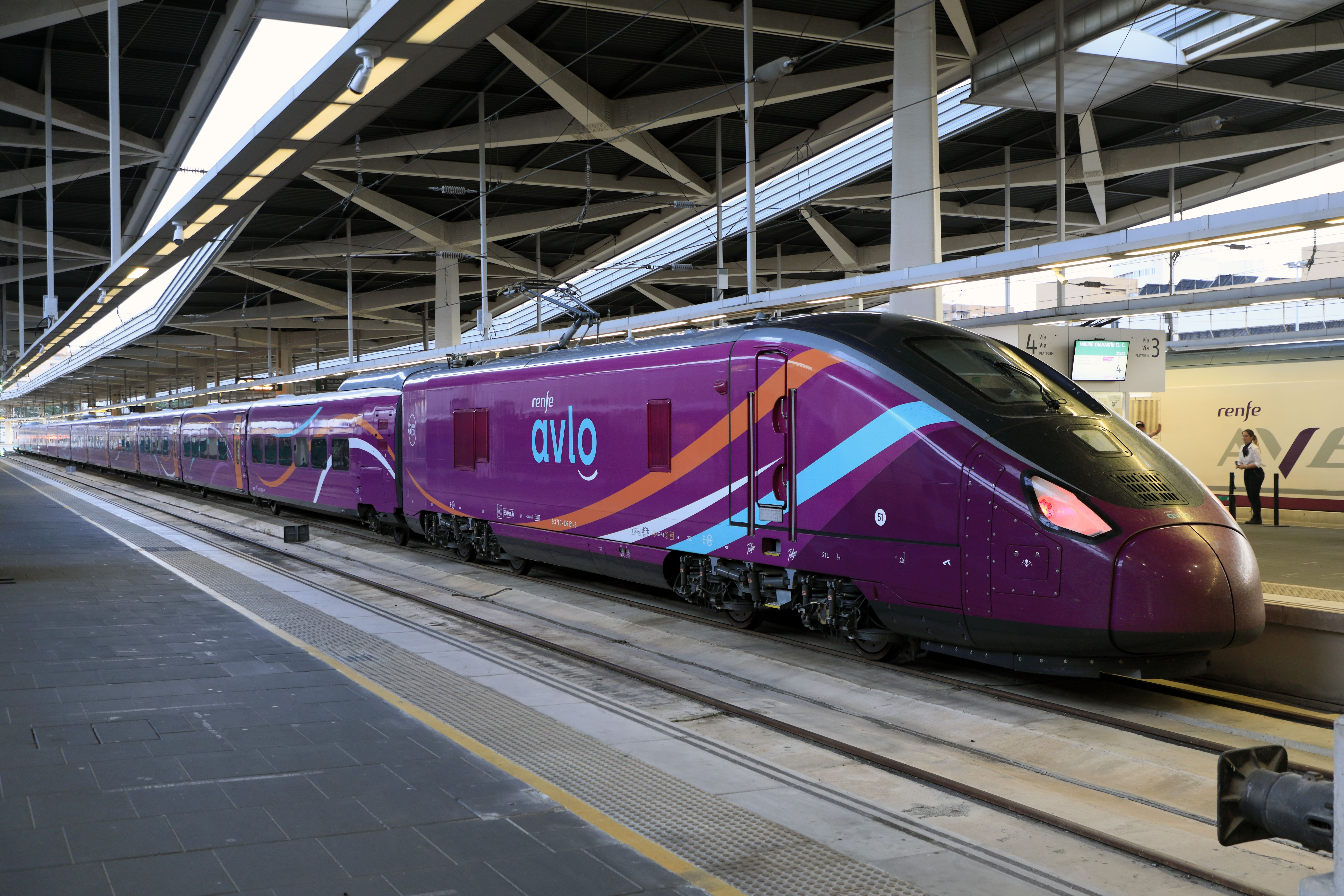
Tren con la librea morada de Renfe AVLO en Valencia-Joaquín Sorolla

Así mismo, las 30 unidades se dividen a su vez según operen en Renfe AVE o en Renfe Avlo. Veinte trenes lo hacen en AVE y diez en Avlo.De los 20 AVE, 10 irán destinados a operar servicios en Francia, todos ellos en ancho fijo.
Un elemento que caracteriza a la S-106 es su gran capacitad para pasajeros, superando con creces a cualquier otro tren de AV que circule en España. Esto es debido al ancho de su caja, la más ancha de Europa, con 3,2 metros. Esta anchura permite que en clase Turista la distribución de los asientos sea de 3 en un lado y de 2 en el otro (3+2), algo muy inusual en un ferrocarril. En clase Preferente la distribución de asientos es la clásica (2+2). Concretamente, la capacidad de los trenes AVE es de 507 pasajeros y, en los Avlo, de 581. Este aumento de capacidad entre servicios se debe a que en los Avlo todas las plazas son en Turista (3+2) y se suprimió el servicio de cafetería para incluir asientos en el coche que le correspondía.
En Preferente los asientos son ergonómicos y tapizados en piel, e incluirán pantallas individuales led de vídeo en los respaldos. Los coches ofrecen wifi y una nueva iluminación por led, todos los asientos son orientables de modo ágil y rápido en el sentido de la marcha, están situados sobre carriles para cambiar su configuración, y tienen nuevos espacios para colocar y retener los equipajes (incluso debajo de los asientos) con una capacidad de hasta 206 litros por plaza. También cuentan con un espacio de equipajes para grupos y servicios chárter en el exterior, dentro de las cabezas tractoras.
Las ramas de ancho estándar fijo tienen un consumo de 13,75 kWh/km (un 14% menos que el S-102) y serán tritensión (1,5 y 3 kV cc y 25 kV ca) para poder circular por Francia y por líneas españolas con ancho mixto y 3 kV; los diez primeros tendrán señalización francesa y el resto solo preinstalación. Los gastos operativos del tren (mantenimiento, energía, amortización, financieros y por personal) se estimaron un 18,6% más bajos que la media de los de las series 102, 112 y 103; si se comparan los gastos por plaza, estos serán un 41,3% menores.
En marzo y abril de 2021, las ramas 06 y 07 se utilizaron para llevar a cabo las pruebas de homologación correspondientes en los tramos Olmedo-Pedralba y Venta de Baños-Burgos, en este último tramo, la unidad 106.007 alcanzó a finales de mayo los 363km/hora necesarios para su homologación.